# حوزه انتخابیه بابل
حوزهٔ انتخاباتی بابل یکی از نه حوزه استان مازندران برای انتخابات مجلس شورای اسلامی است. این حوزه به مرکزیت بابل، ۲ نماینده دارد.
حوزه انتخابیه بابل از مهم‌ترین، پرجمعیت‌ترین و پرمشارکت‌ترین حوزه‌های انتخاباتی شمال کشور می‌باشد.

## تاریخچه حوزه
شهرستان بابل، تا پیش از انتزاع بخش بابلسر(در سال ۶۸) از آن و تشکیل شهرستان ، به مدت ۵ دوره تا سال ۱۳۷۸، دارای دو حوزه انتخابیه جداگانه به نام های: ۱.حوزه انتخابیه بابل (شامل ۱.شهر بابل و ۲.بخش مرکزی بابل؛ و بعداً ۳.بخش‌ لاله‌آباد) و ۲.حوزه انتخابیه بندپی‌ و بابلسر (شامل بخش‌های ۱.بندپی‌(بعداً بندپی شرقی و غربی) و ۲.بابلسر؛ و بعداً بخش‌ ۳.فریدون‌کنار ).
پس از انتزاع بخش بابلسر (شامل شهرستان‌های بابلسر و فریدون‌کنار کنونی) از شهرستان بابل در سال ۱۳۶۸، برای تشکیل مجلس ششم در سال ۱۳۷۸  "حوزه انتخابیه بندپی ‌و بابلسر" به دو قسمت مشتق شد، یک قسمت آن (بابلسر) به "حوزه انتخابیه بابلسر و فریدون‌کنار" مشتمل بر ۱ نماینده ارتقاء یافت، و قسمت دیگر آن (بندپی‌ بزرگ، شامل بخش‌های بندپی شرقی و غربی)‌ با "حوزه انتخابیه بابل (و بندپی)" ، مشتمل بر ۲‌ نماینده، ادغام شد.
هم اکنون، بخش‌های بندپی شرقی و بندپی غربی (که سابقاً تحت عنوان بخش "بندپی بزرگ" بودند) از توابع شهرستان بابل می‌باشند.
نکته قابل توجه اینکه هر دو نماینده‌ی کنونی حوزه انتخابیه بابل، از بخش بندپی(شرقی و غربی) می‌باشند.

## سابقه دور دوم کشیده شدن انتخابات
از تشکیل اولین مجلس پس از انقلاب اسلامی تا کنون، انتخابات مجلس شورای ملی (پس از دوره سوم: اسلامی) حوزه انتخابیه بابل، دو مرتبه به دور دوم کشیده شده است:
- اولین بار، در انتخابات دوره پنجم مجلس که در رقابت بین حسینعلی قاسم زاده و محسن نریمان، قاسم زاده توانست با اجماع بیش از ده کاندیدای ائتلاف جامه روحانیت مبارز در حوزه های انتخابیه "بابل" و "بندپی و بابلسر"، به مجلس پنجم راه پیدا کند.
- دومین بار، در انتخابات دوره دهم مجلس که در رقابت بین حسین نیازآذری و همت الله طاهرنژاد لداری، نیازآذری توانست با ۶۳٬۲۰۹ رای (حدود دو هزار رای بیشتر از رقیبش) به مجلس دهم راه پیدا کند.

## پرتکرارترین نمایندگان حوزه
| نام نماینده         | حوزه انتخابیه  | ادوار حضور در مجلس               |
| ------------------- | -------------- | -------------------------------- |
| محسن نریمان         | بابل           | ۴ دوره (سوم، چهارم، ششم و هشتم ) |
| محمد مجدآراء        | بندپی و بابلسر | ۳ دوره (سوم، چهارم و پنجم)       |
| حسینعلی قاسم‌زاده    | بابل           | ۳ دوره (پنجم، ششم و هفتم)        |
| علی‌اکبر ناصری       | بابل           | ۲ دوره (هفتم و نهم)              |
| حسین نیازآذری       | بابل           | ۲ دوره (نهم و دهم)               |
| علی کریمی فیروزجایی | بابل           | ۲ دوره (هشتم و یازدهم)           |

## نمایندگان به تفکیک ادوار مجلس(به ترتیب آرا)
- دوره یازدهم:

۱. علی کریمی فیروزجایی (دومین بار)
۲. مهدی سعادتی
- دوره دهم:

۱. علی نجفی خوشرودی
۲. حسین نیازآذری (دومین بار)
- دوره نهم:

۱. علی‌اکبر ناصری (دومین بار)
۲. حسین نیازآذری
- دوره هشتم:

۱. محسن نریمان (چهارمین بار)
۲. علی کریمی فیروزجایی
- دوره هفتم:

۱. حسینعلی قاسم زاده (سومین بار)
۲. علی‌اکبر ناصری
- دوره ششم:

۱. محسن نریمان (سومین بار)
۲. حسینعلی قاسم زاده (دومین بار)
- دوره پنجم:

۱. حوزه انتخابیه بابل: حسینعلی قاسم زاده
۲. حوزه انتخابیه بندپی و بابلسر: محمد مجدآرا (سومین بار)
میان دوره: (میان دوره ای: مقداد نجف نژاد)
- دوره چهارم:

۱. حوزه انتخابیه بابل: محسن نریمان (دومین بار)
۲. حوزه انتخابیه بندپی و بابلسر: محمد مجدآرا (دومین بار)
- دوره سوم:

۱. حوزه انتخابیه بابل: محسن نریمان
۲. حوزه انتخابیه بندپی و بابلسر: محمد مجدآرا
- دوره دوم:

۱. حوزه انتخابیه بابل: ولی الله زمانی
۲. حوزه انتخابیه بندپی و بابلسر: مهدی مهدوی حاجی
- دوره اول:

۱. حوزه انتخابیه بابل: محمد فاضل استرآبادی
۲. حوزه انتخابیه بندپی و بابلسر: علی قائمی امیری

## نمایندگان دوره‌ها

### دهم
| بابل | علی نجفی       | اصلاح‌طلب | لیست امید تدبیر و توسعه اتحاد ملت ایران اسلامی         |        | ۲۴۳٬۹۴۱ | ۶۲٬۷۰۸ | ۲۵٫۷۱٪  | برنده |         |        |        |       |
| بابل | حسین نیاز آذری | مستقل    | اعتدال و توسعه تدبیر و توسعه جبههٔ اعتدالگرایان (دور ۲) | ۵۸٬۸۴۶ | ۲۴۳٬۹۴۱ | ۲۴٫۱۲٪ | دور دوم |       | ۱۲۳٬۷۵۲ | ۶۳٬۲۰۹ | ۵۱٫۰۷٪ | برنده |